# Dubai Marina

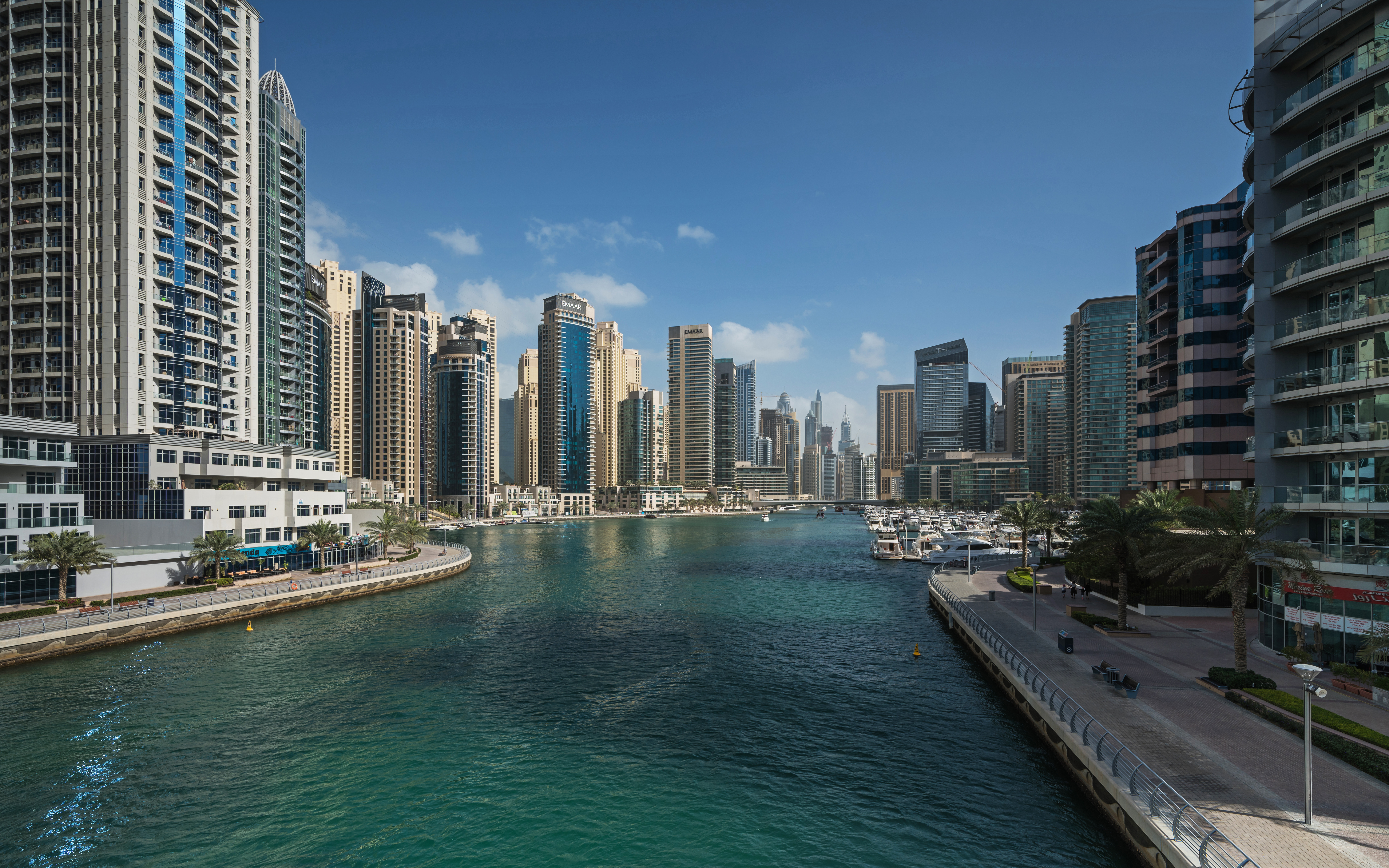
Dubái Marina

Dubai Marina (árabe: دبي مارينا) es un distrito en el corazón de lo que recientemente ha llegado a ser conocido como "nuevo Dubái", en Dubái, Emiratos Árabes Unidos. Se encuentra entre Jebel Ali Port y la zona que alberga Dubai Internet City, Dubai Media City y la American University in Dubai. Tiene una extensión de 1.56 km² y está construido alrededor de un canal artificial de la costa del Golfo Pérsico. La primera fase de este proyecto ya se ha completado. Dubai Marina fue inspirado por el modelo diseñado por el exitoso desarrollo Concord Pacific Place que está a lo largo del False Creek en Vancouver, CB, Canadá.
El puerto deportivo es totalmente hecho por el hombre y ha sido desarrollado por la empresa inmobiliaria Emaar Properties de Emiratos Árabes Unidos. La primera parte de Dubái Marina 	
cubre 25 acres, con edificios como Dubai Marina Towers y 64 villas de lujo conectadas. La segunda parte consiste en más de 200 edificios de gran altura como el Majara Towers y las torres gemelas Al Sahab. Cuando finalice será el mayor puerto deportivo construido por el hombre del mundo (el actual puerto deportivo más grande es Marina del Rey en California, EE. UU.).

## Rascacielos
Los rascacielos de la fase II de Dubái Marina incluyen:
- 23 Marina
- Elite Residence
- Al Fattan Marine Towers
- Emirates Crown
- Al Majara 1,2,3,4,5, Grosveno
- Al Marsa Tower
- Horizon Tower
- Al Sahab Towers
- Cayan Tower
- Al Seef Tower KG Tower
- Arshia Marina La Residencia Del Mar
- ARY Marina View La Riviera
- Azure Le Reve
- Bayside Residence
- Mag 218 Tower
- DEC Towers Manchester Tower
- Dreams Marina Crown
- Emerald Residence
- Marina Diamond Towers
- Marina Heights
- Princess Tower
- Marina Mansion
- Roshana Tower
- Marina Park
- Supreme Tower
- Marina Pearl
- The Atlantic
- Marina Pinnacle
- The Belvedere
- Marina Quays
- The Cascades
- Marina Residence
- The Jewels
- Marina Sail
- Lighthouse Tower
- Marina Terrace
- The Torch
- Marina Tower
- The Waves
- Marina View Towers
- Time Place
- MarinaScape Waterfront
- Number One Dubai Marina Westside
- Ocean Heights
- Yacht Bay
- Marina 101
- Marina 106
- Pentominium

## Galería

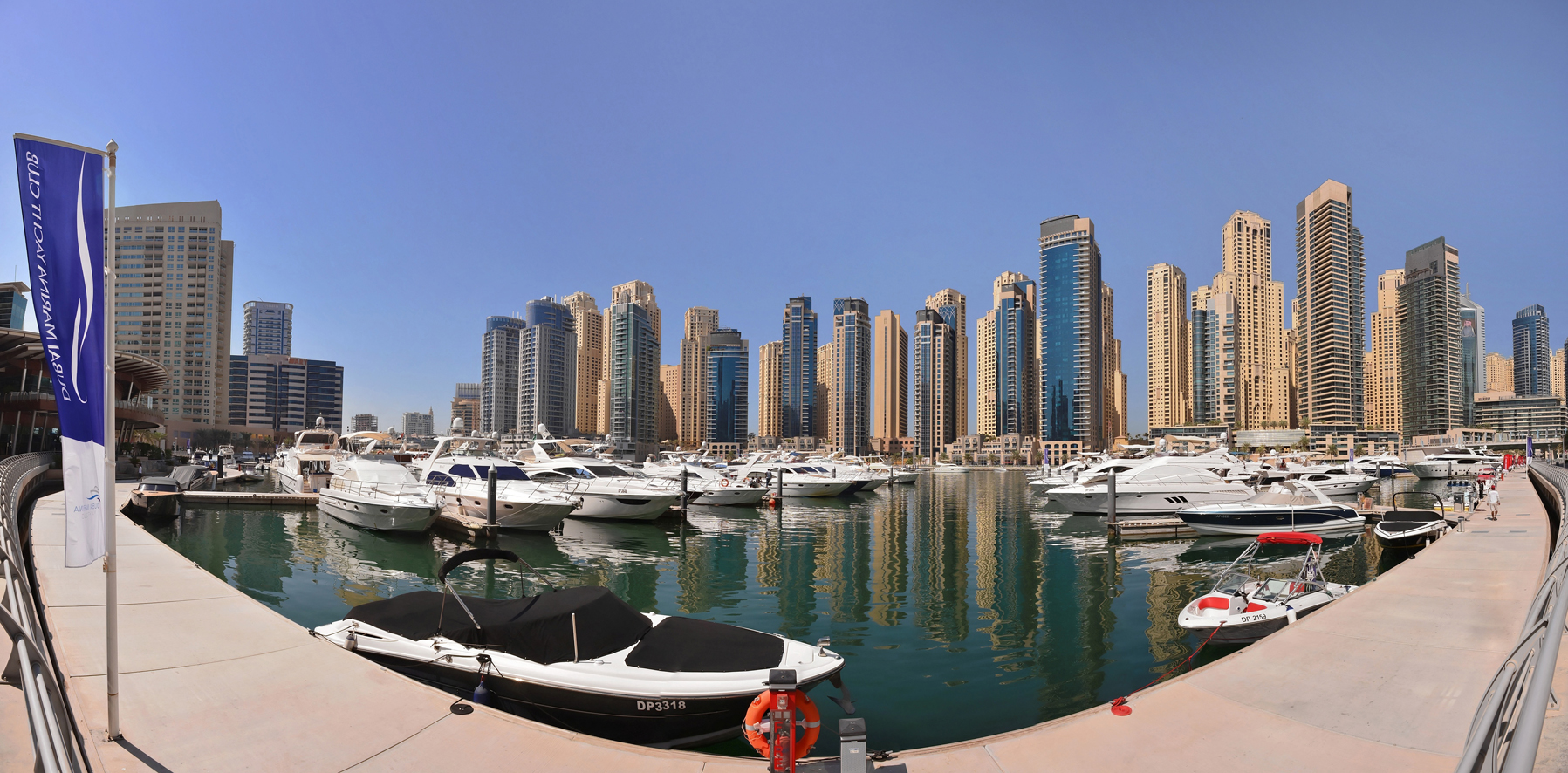
Dubai Internet City, en Dubái Marina
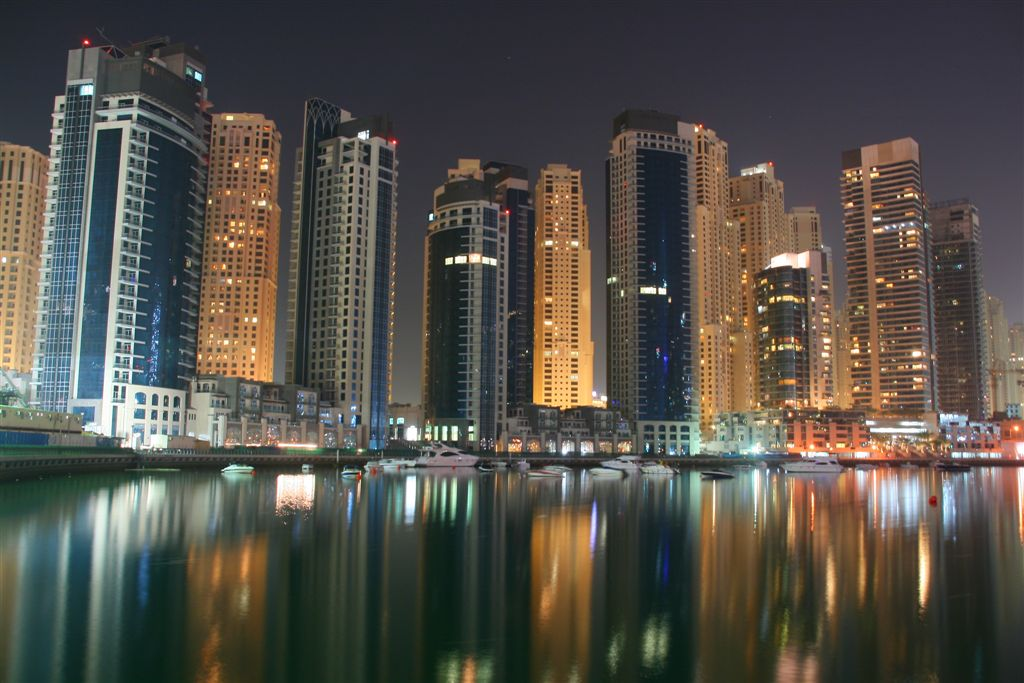
Dubai Marina